# Laugu-Liiva
Laugu-Liiva is een spookdorp in de Estlandse gemeente Saaremaa, provincie Saaremaa. De plaats had al in 2000 geen inwoners meer. In 2021 was het aantal inwoners ‘< 4’.
De plaats viel tot in oktober 2017 onder de gemeente Leisi en heette toen Liiva. In die maand werden de twaalf gemeenten op het eiland Saaremaa, waaronder Leisi, samengevoegd tot de gemeente Saaremaa. Daarbij kreeg Liiva de nieuwe naam Laugu-Liiva, omdat in de voormalige gemeente Orissaare ook een dorp Liiva lag, dat zijn naam wel mocht houden.
(Laugu-)Liiva ontstond pas rond 1900 als nederzetting op het landgoed van Laugu. Tussen 1977 en 1997 maakte het dorp deel uit van Laugu.